# 小叶娃儿藤
小叶娃儿藤（学名：Tylophora tenuis）是夹竹桃科娃儿藤属的植物。分布于台湾岛、越南、马来西亚、印度尼西亚、印度、斯里兰卡以及中国大陆的云南、广西、陕西、广东等地，生长于海拔1,300米的地区，多生长在山地疏林中和旷野灌木丛中，目前尚未由人工引种栽培。